# Giro del Atlántico Sur

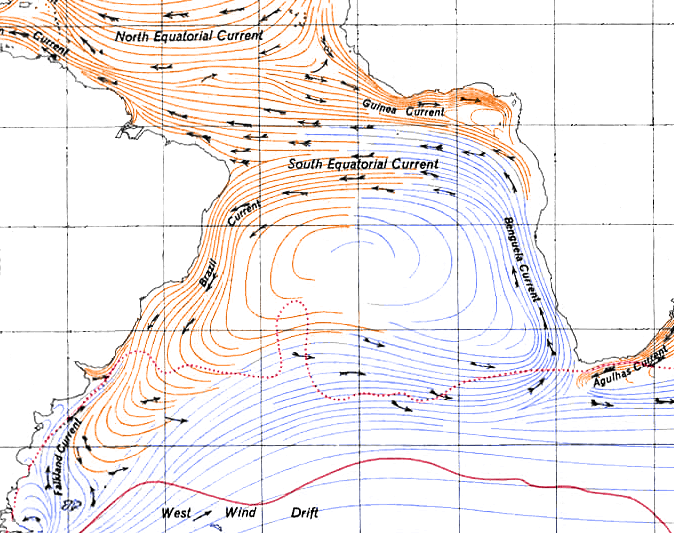
El giro del Atlántico Sur (1943)

El giro del Atlántico Sur es el giro subtropical en el océano Atlántico Sur. En la parte sur del giro, los vientos del noroeste (o que fluyen hacia el sureste) impulsan corrientes que fluyen hacia el este que son difíciles de distinguir del límite norte de la corriente circumpolar antártica. Al igual que otros giros oceánicos, recoge grandes cantidades de desechos flotantes como una mancha de basura.

## Límite sur
Al sur de este giro se encuentra la corriente circumpolar antártica. Esta corriente fluye de oeste a este alrededor de la Antártida. Otro nombre para esta corriente es la Deriva del Viento del Oeste. Esta corriente permite que la Antártida mantenga su enorme capa de hielo al mantener alejadas las aguas cálidas del océano. De aproximadamente 125 Sv, esta corriente es la corriente oceánica más grande.

## Límite occidental

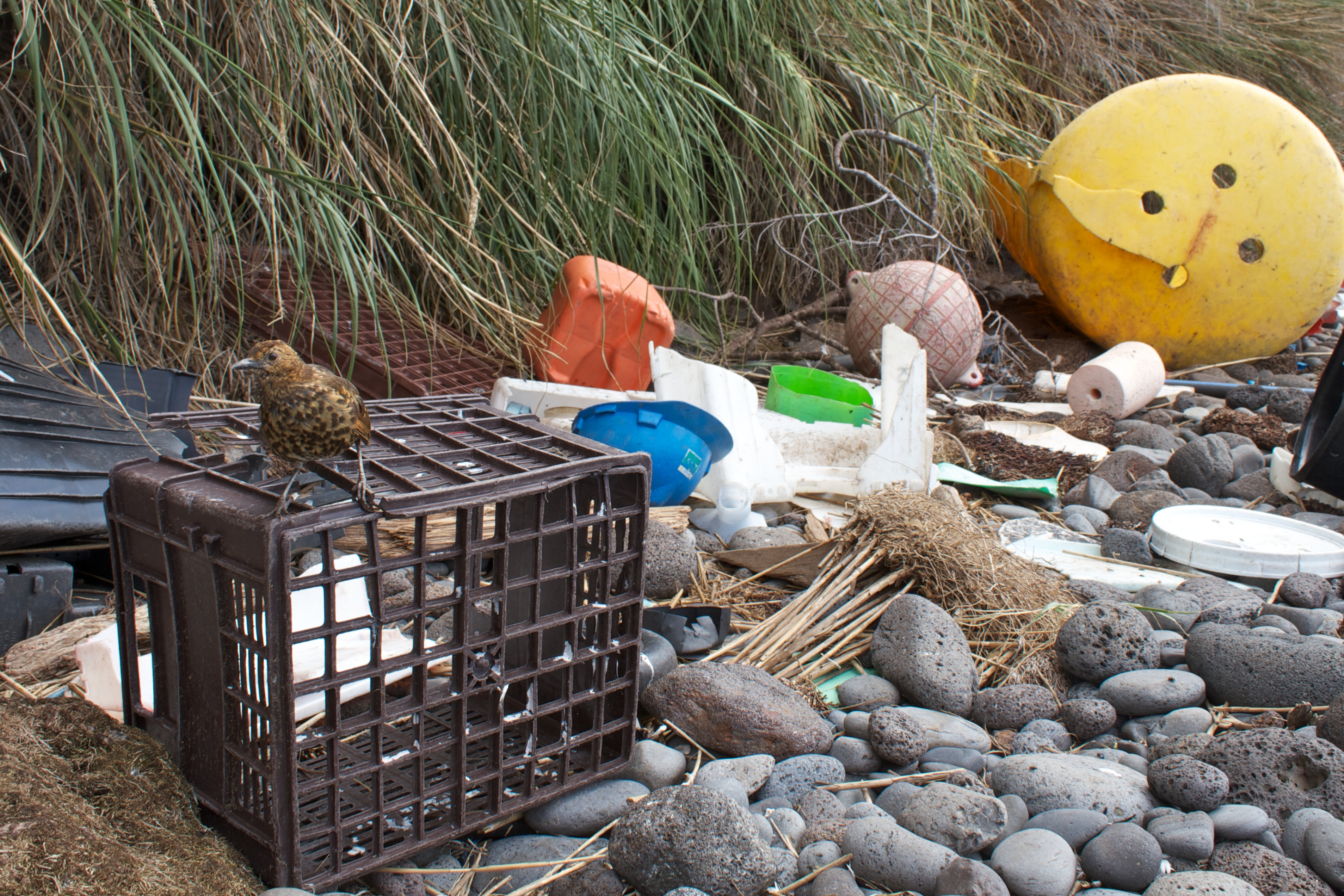
Un zorzal de Tristán da Cunha en la Isla Inaccesible, cubierto de basura oceánica.

La corriente del Brasil es la corriente de frontera occidental del giro del Atlántico Sur. Fluye hacia el sur a lo largo de la costa brasileña hasta el Río de la Plata. La corriente es considerablemente más débil que su contraparte del Atlántico Norte, la corriente del Golfo.